# Yajū deka
Pour plus de détails, voir Fiche technique et Distribution.
Yajū deka (野獣刑事) est un film japonais réalisé par Eiichi Kudō, sorti en 1982.

## Fiche technique
- Titre : Yajū deka
- Titre original : 野獣刑事
- Réalisation : Eiichi Kudō
- Scénario : Fumio Kōnami
- Musique : Katsuo Ōno
- Photographie : Seizō Sengen
- Montage : Isamu Ichida
- Décors : Akira Takahashi (ja)
- Société de production : Tōei
- Pays de production :  Japon
- Langue : japonais
- Format : couleur - 1,85:1 - 35 mm
- Genre : Action et drame
- Durée : 119 minutes[1]
- Dates de sortie : 
  - Japon : 2 octobre 1982[1]

## Distribution
- Ken Ogata : Seiji Ohtaki
- Ayumi Ishida : Keiko Yamane
- Shigeru Izumiya : Toshiaki Sakagami
- Gannosuke Ashiya : Seiji Shimamura
- Kai Atō : Kita
- Tatsuo Endō : Kido
- Moeko Ezawa : la mère de Noriko
- Makoto Fujita (en) : Kawabata
- Masataka Iwao : Shoji
- Keizō Kanie : Yakuza
- Kaoru Kobayashi : Miura
- Akaji Maro : le peintre
- Tōru Masuoka : Teruichi Tanaka
- Mikio Narita : Kuroki
- Masataka Naruse : Sunakawa

## Distinctions
Le film a été présenté en sélection officielle en compétition lors de Berlinale 1983.